# Stegeren
Stegeren est un hameau situé dans la commune néerlandaise d'Ommen, dans la province d'Overijssel. Le 1er janvier 2008, Stegeren et Hoogengraven comptaient 216 habitants.